# Tumeurs de l'intestin grêle
 Mise en garde médicale
Les tumeurs de l'intestin grêle ne sont pas fréquentes, plus rares que les tumeurs du côlon.

## Tumeurs bénignes
- adénome
- léiomyome
- lipome
- polype

## Tumeurs malignes
- adénocarcinome
- lymphomes
  - lymphome b, lymphome T, lymphome de Malt
  - maladie des chaînes alpha
- sarcome
- tumeur carcinoïde de l'intestin grêle (malignité intermédiaire)

## Modes de découverte
Les lésions du grêle peuvent provoquer une occlusion digestive (douleurs abdominales, vomissement, arrêt du transit), une péritonite, une hémorragie digestive basse, une invagination intestinale, des douleurs abdominales isolées, des diarrhées, une malabsorption. En cas de tumeur carcinoïde, une sécrétion hormonale anormale peut être présente, 5-HTP ou ACTH.

## Explorations
Scanner abdominal : il peut montrer la lésion, ou montrer ses conséquences, une distension de l'intestin en amont de la tumeur, un saignement, etc.
Transit baryté : il montrera l'état du grêle au-dessus de la lésion, et la lésion, sous la forme d'une image de soustraction. Il permettra aussi de repérer la lésion par rapport au duodénum et au côlon droit.
Entéroscopie
Entéro-scanner/irm
Video capsule endoscopique

## Traitement
Il consistera à réséquer la partie de grêle malade, avec les ganglions en regard s'il y a une suspicion de malignité. En l'absence de péritonite et de souffrance de l'intestin, une anastomose sera réalisée entre les 2 extrémités concernées. Par contre en cas de souffrance digestive, les deux extrémités seront mises à la peau, réalisant un anus artificiel presque toujours temporaire.